# Koumbango
Koumbango est un village situé dans le département de Kongoussi de la province du Bam dans la région du Centre-Nord au Burkina Faso.